# Драгослав Маринковић
Драгослав Маринковић (Београд, 21. јануар 1934 — Београд, 8. мај 2024) био је српски биолог и академик, редовни члан састава Српске академије науке и уметности од 30. октобра 2003.

## Биографија
Завршио је основне студије на Природно-математичком факултету Универзитета у Београду 1957, магистарске студије смер Екологија и биологија понашања 1960, докторске студије смер Популациона генетика 1965, постдокторско усавршавање на Рокфелеров универзитету у Њујорку 1967. и постдокторску специјализацију на Универзитету Калифорније 1974. Радио је као асистент на Природно-математичком факултету од септембра 1959, као доцент генетике од јануара 1968, као ванредни професор и шеф Катедре за генетику и еволуцију на Природно-математичком факултету Универзитета у Београду од 1974, као редовни професор од 1. фебруара 1981. до пензије 2001. Био је заменик секретара Одељења хемијских и биолошких наука Српске академије науке и уметности 2002—2006. Коаутор је и уредник више средњошколских и универзитетских уџбеника, неколико монографија у издању САНУ и књига из области биоетике међу којима су Генетика, Архив биолошких наука, Гласник Антрополошког друштва Србије, Facta Universitatis, The Open Zoology journal, члан редакција Animal Behaviour и рецензент Global Bioethics.
Био је члан Одбора за биологију Одељења хемијских и биолошких наука, архив САНУ, финансија, Академијског одбора за проучавање живота и рада научника у Србији и научника српског порекла, Репродуктивне биологије, Академијског одбора „Човек и животна средина”, био је председник Комисије САНУ за доделу стипендија за усавршавања у Шведској и почасни председник Националног комитета за биоетику Унеска са седиштем у САНУ. Такође је био члан Српског биолошког друштва, Друштва генетичара Србије, Антрополошког друштва Србије, Друштва биоетичара Србије и неколико стручних удружења у Европи и Сједињеним Америчким Државама. Добитник је ордена рада са златном звездом 1985, Априлске награде студената БУ 1964. и 1989, повеље за допринос развоју и раду Антрополошког друштва Србије, Платинасте плакете Српског биолошког друштва, награде „Проф. др. Војислав Стојановић” Удружења универзитетских професора и научника Србије, почасни члан Биоетичког друштва Србије и члан Међународног Форума Унескових наставника биоетике. Аутор је академске беседе „Оквири и границе генетичке варијабилности” 1998.
Преминуо је 8. маја 2024. године у Београду.